# Nezu-jinja
Le Nezu-jinja (根津神社) est un sanctuaire shinto, fondé en 1705, situé dans l'arrondissement de Bunkyō à Tokyo au Japon.
Il est réputé pour son festival traditionnel célébrant les azalées (Tsutsuji matsuri) qui se tient du début du mois d'avril jusqu'à début mai.

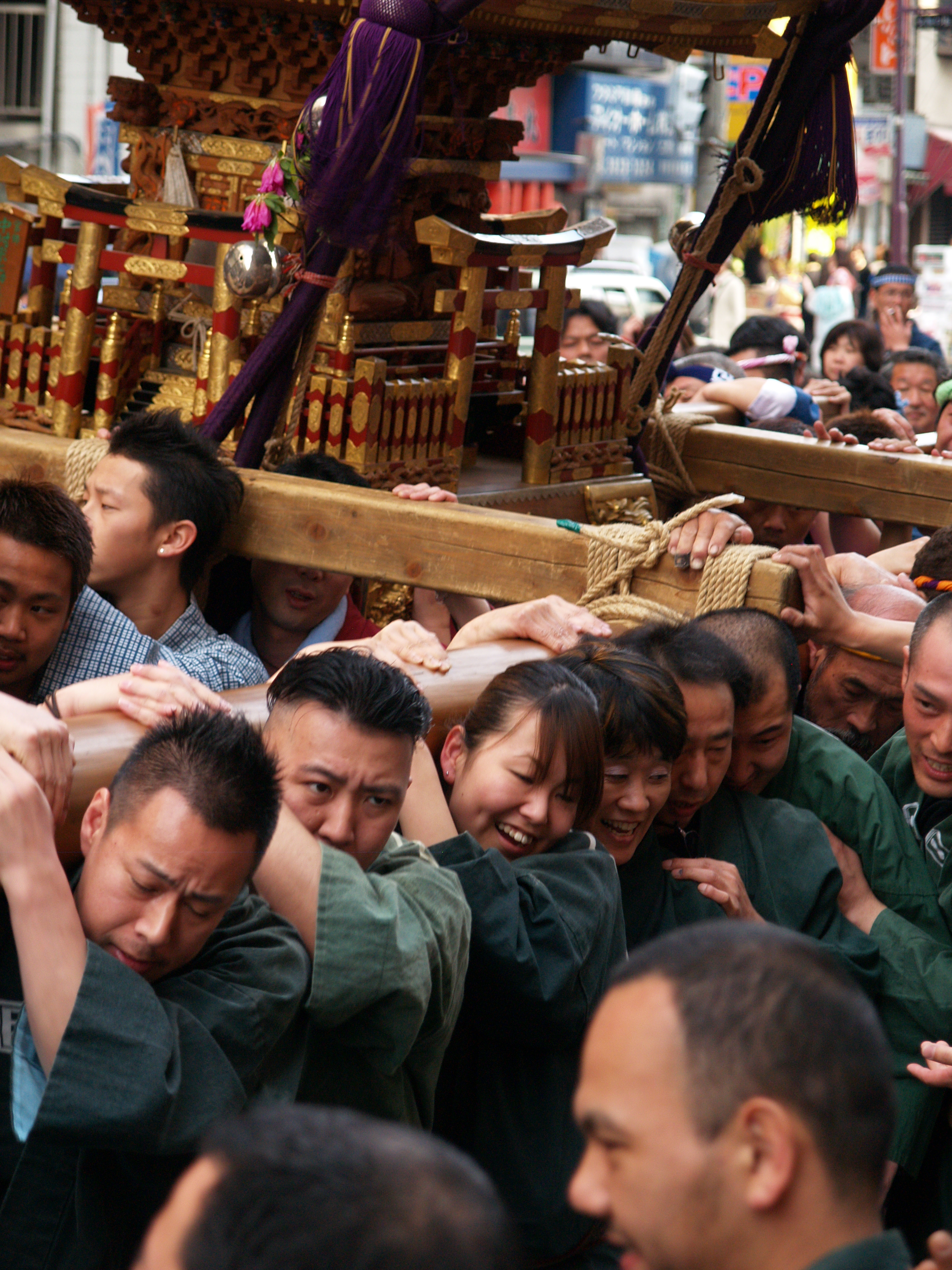
Festival traditionnel au Nezu-jinja.
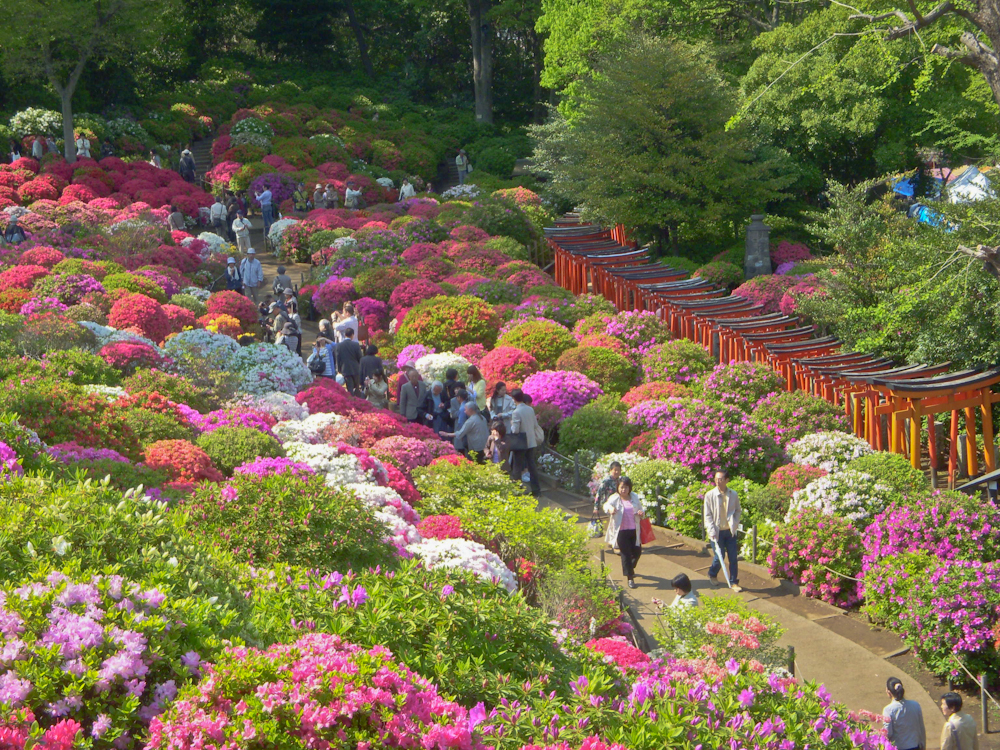
Fête des azalées (tsutsuji matsuri) au Nezu-jinja.
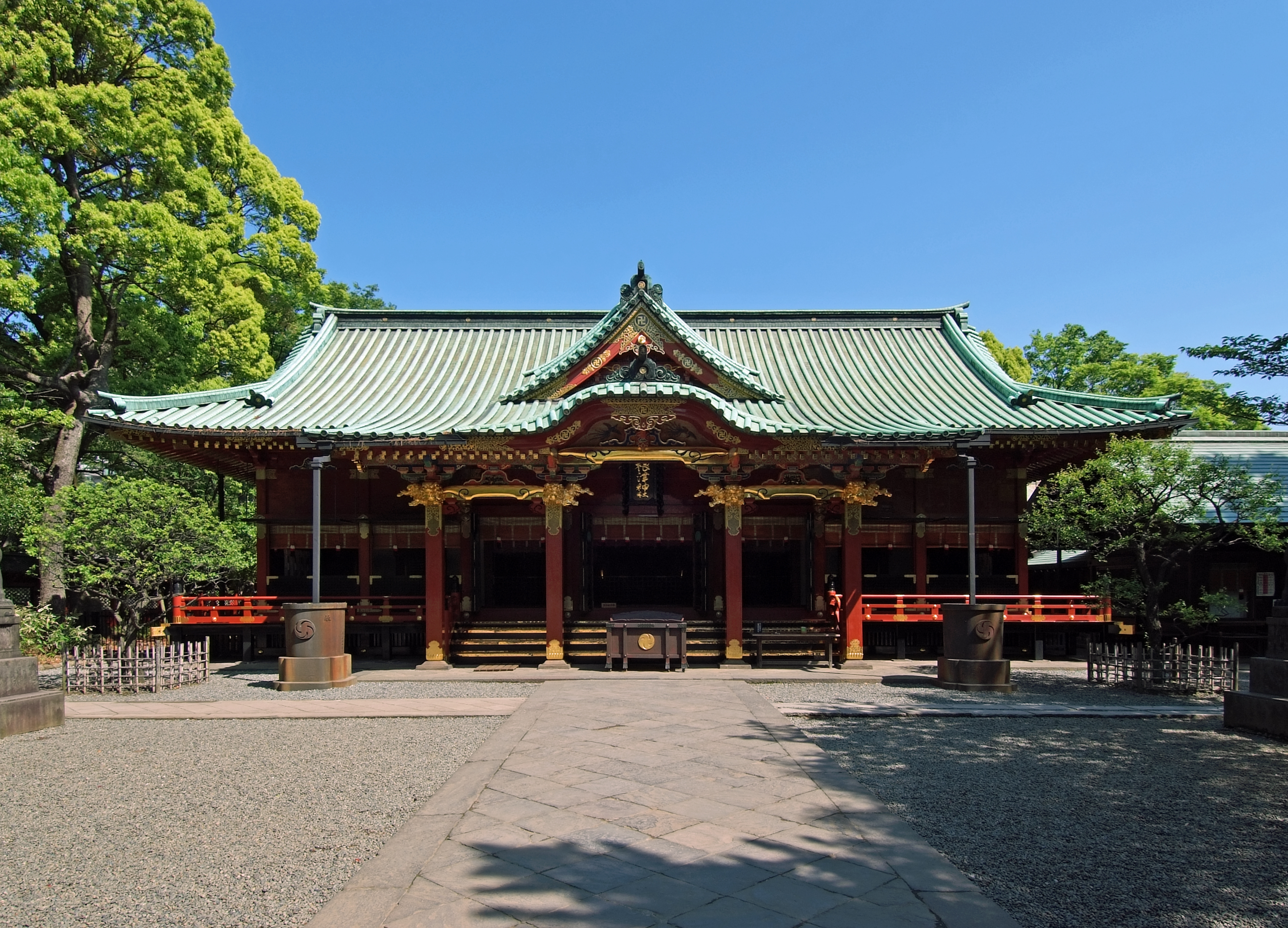
Bâtiment principal du sanctuaire Nezu.